# 融即律
融即律（ゆうそくりつ、principe de participation, loi de participation）とは、別個のものを区別せず同一化して結合してしまう心性の原理をいい、フランスの哲学者レヴィ＝ブリュル（Lucien Levy-Bruhl）がその著書『未開社会の思惟』において、未開民族の心性が文明人と本質的に異なることを示すために導入した概念である。神秘的融即(participation mystique)とも呼ぶ。日本語で「融即」はparticipationの山田吉彦による訳語だが、この語には参加や出席という意味があり、推論抜きに2つのものが同一のカテゴリーの中に入る、直結するというニュアンスを含ませている。また哲学では、プラトンのイデア論の用語で「分有」と訳されるものに相当したために「分有の法則」と言われることもある。

## 概要
しばしば未開人の心に捉えられた器物・生物・現象は「（現代人に）理解しがたい仕方により、それ自身であると同時にまたそれ自身以外のものでもあり得る。また同じく理解しがたい仕方によって、それらのものは自ら在るところに在ることを止めることなく、他に感ぜしめる神秘的な力、効果、性質、作用を発し或いはそれを受ける」という。たとえば、自分達が金剛インコであると云っている北部ブラジルのボロロの人たちの場合、金剛インコは自身に与えた名前ではなく、金剛インコとの類縁関係を意味しているのでもなく、本質的に自分たちは金剛インコと同一であると考えているという。レヴィ＝ブリュルは、未開人が近代人からみて論理的な誤りを犯しているという説明ではなく、彼らが全く異なった思考をしていると考え、融即律という一種の思考のルールで説明しようとした。ボロロの例では、金剛インコと自分たちを誤って見ている、つまり錯認しているのではなく、「本質上の同一性」なものとして見ているのだと主張した。
このレヴィ＝ブリュルの理論は、その後、文化人類学の調査研究によって否定されるに至り、晩年レヴィ＝ブリュル自身は二分法を和らげて二つの心性の併存は人類に普遍的だと妥協するに至った。後年クロード・レヴィ＝ストロースは『野生の思考』において、未開人の思考と文明人の思考は本質的に異なるものではないと論じ、論理的思考に情緒内容が伴うことがあるのは未開人にも文明人にも等しくみられる心性であって、融即は未開人に特有の心性というにあたらないし、わざわざ融即と呼ぶ必要もないとしている。
未開と文明とを排他的に区分するものとしての融即律は、文化人類学の中ではすでに批判を受けた概念であるが、集合的無意識の概念を提唱したスイスの心理学者カール・グスタフ・ユングは、現代人の心理において主体と客体が無意識に同一状態となる同一性の現象がみられ、これは「主体と客体が区別されていない原初の心的状態の・つまり原始の無意識状態の・生き残りに他ならない」のであって、未開人の心性の特徴である「神秘的融即」は現代人の無意識の中に受け継がれている、と論じた。ユングは「レヴィ＝ブリュルが愚かな人々の攻撃に屈して「神秘的融即」の概念を撤回してしまったのは残念である」と述べて生涯この概念を捨て去ることはしなかった。
近年、文化人類学でも、タンバイアのように、融即律を因果律と対照的でしかも補完的な世界に対する指向性として再評価する動きがある。また、融即律の議論は、認知心理学にも影響を与えている。

## 注
1. ↑  『未開社会の思惟』山田吉彦訳、岩波文庫、上・95ページ
2. ↑  『未開社会の思惟』山田吉彦訳、岩波文庫、上・95ページ；c'est une identité essentielle. Lucien Lévy-Bruhl (1910), Les fonctions mentales dans les sociétés inférieures.
3. ↑  『タイプ論』林道義訳、みすず書房、471ページ
4. ↑  General Aspect of Dream Psycology, 1948, footnote 12.